# Лодейное Поле
Лоде́йное По́ле — город в Ленинградской области, административный центр Лодейнопольского муниципального района и Лодейнопольского городского поселения.

## История
Некогда на месте нынешнего города было несколько поселений старинного Пиркинского погоста Заонежских погостов (Мешковичи, Мокришвицы и другие) Олонецкого уезда, жители которых издавна занимались судостроением. Город расположен на двух разновысоких равнинах речной поймы и разделён железной дорогой на две части, одна из которых носит название Манинское Поле (по фамилии купца Манина, владевшего землёй в этой местности и выращивавшего на ней картофель для производства спирта), вторая, ближайшая к реке Свирь, называлась Лодейным Полем (там строили ладьи), она дала название всему городу.
Местные высококачественные сосновые леса привлекли внимание Петра I. Строительство верфи на реке Свирь началось в 1702 году по указу Петра I под руководством князя А. Д. Меншикова. Она получила название Олонецкой (по названию Олонецкого уезда). Строили её быстро в связи с необходимостью в морских судах для боевых целей Северной войны. 22 августа 1703 года со стапелей верфи сошёл первенец Балтийского флота — 28-пушечный фрегат «Штандарт», 4 буера, 1 флейт, 2 шмака, 2 галиота.
Указом Екатерины II от 16 (27) мая 1785 года поселению, сложившемуся вокруг Адмиралтейства на Свири, был пожалован статус города и административного центра Лодейнопольского уезда в составе Олонецкого наместничества. Город получил название Лодейное Поле. Указом от 26 июля (6 августа) 1785 года Екатерина II «Всевысочайше соизволила конфирмовать» план нового города, а 4 (15) октября 1788 года был утверждён его герб:

В голубом поле оснащённый корабль и на средней мачте Императорский штандарт, в знак того, что на находящейся в сем городе верфи построенные Олончанами корабли, первые вышли в Балтийское море под Императорским флагом.

Именным указом от 12 декабря 1796 года введена новая сетка губернского деления Российской империи, в которой Олонецкое наместничество было упразднено и по докладу Сената, утверждённому Павлом I от 15(26) июля 1799 года, из состава Олонецкого наместничества Лодейнопольский уезд был передан в состав Новгородской губернии. В том же 1799 году Лодейнопольский уезд был упразднён, но Сенатским указом от 10 (22) октября 1802 года Лодейнопольский уезд был восстановлен в составе Олонецкой губернии.

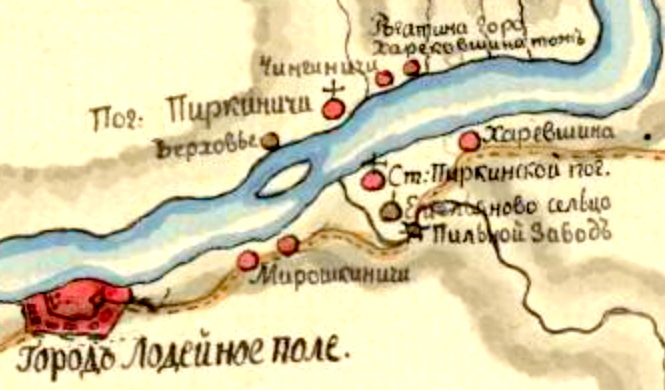
Город Лодейное Поле на плане уезда 1818 года

Олонецкая верфь на Свири действовала до 1829 года. Корабли, построенные здесь, отличились в сражениях, которые вела Российская империя в период Северной войны, и прославились в кругосветных морских экспедициях. На шлюпе «Диана» В. М. Головнин совершил своё знаменитое кругосветное плавание, а шлюп «Мирный» под командованием М. П. Лазарева участвовал в открытии Антарктиды.
Уже через два года после закрытия верфи в 1832 году на месте дома, где жил Пётр I во время строительных работ, была установлена стела. В 1843 году была освящена церковь Петра и Павла, построенная в стиле позднего классицизма.
После закрытия верфи Лодейное Поле стало небольшим городом, выполнявшим в основном административные функции. В связи с небольшими размерами Лодейного Поля, городовое положение 1870 года было введено здесь лишь в упрощённом виде: вместо городской думы избиралось собрание представителей, вместо городского головы был городской староста.
Согласно данным первой переписи населения Российской империи:

ЛОДЕЙНОЕ ПОЛЕ — уездный город, православных — 1366, мужчин — 674, женщин — 758, обоего пола — 1432. (1897 год)

Согласно епархиальным сведениям 1899 года в городе действовал один православный Петропавловский собор.
По состоянию на 1907 год в городе насчитывалось 225 жилых домов, в том числе только 3 каменных. Кроме того, было 3 церкви (1 каменная и 2 деревянных) и 6 часовен. Накануне Первой мировой войны в Лодейном Поле работали уездная земская больница (при больнице — 1 врач, 1 фельдшер и 1 акушерка-фельдшер), 2 участковых земских врача, участковый фельдшер и повивальная бабка, а также уездный ветеринарный врач и ветфельдшер. Из образовательных учреждений действовали высшее начальное училище и два одноклассных приходских училища — одно мужское и одно женское. Работали пароходная пристань и почтово-телеграфная контора V класса. В 1917 году вступила в строй Олонецкая железная дорога, которая прошла через Лодейное Поле.
Декретом ВЦИК от 18 сентября 1922 года Лодейнопольский уезд был передан в состав Петроградской губернии. С 1 августа 1927 года Лодейное Поле стало административным центром Лодейнопольского района Ленинградской области. До 1930 года город был также центром Лодейнопольского округа.
Согласно карте Ленинградской области Северо-западного аэрогеодезического треста ГГУ издания 1932 года город насчитывал 1260 домохозяйств.
В 1930-х годах в Лодейном Поле располагалось Управление системы исправительно-трудовых лагерей «Свирьлаг», в которой находилось около 3 тысяч заключённых. В ходе Большого террора 1937—1938 годов, по имеющимся данным, было расстреляно 244 жителя города, многие из которых работали на железнодорожном транспорте.

План города Лодейное Поле. 1943 год

В период Великой Отечественной войны город в течение почти трёх лет (1005 дней) находился на переднем крае обороны, защищая «Дорогу жизни» и подступы к Ленинграду. В начале сентября 1941 года наступающие войска финской Карельской армии достигли рубежа реки Свирь, где линия фронта и стабилизировалась. В июне 1944 года войска Карельского фронта в ходе Свирско-Петрозаводской операции, после мощной артиллерийской подготовки, форсировали реку ниже Лодейного Поля, и заняли передовую линию обороны финнов. В результате военных действий сильно пострадала церковь Петра и Павла; в 1960-е годы её руины были разобраны.
1 января 1948 года к городу Лодейное Поле была присоединена деревня Мирошкиничи.
По административным данным 1973 года в городе располагалась центральная усадьба совхоза «Лодейнопольский».

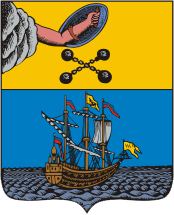
Герб (1788)
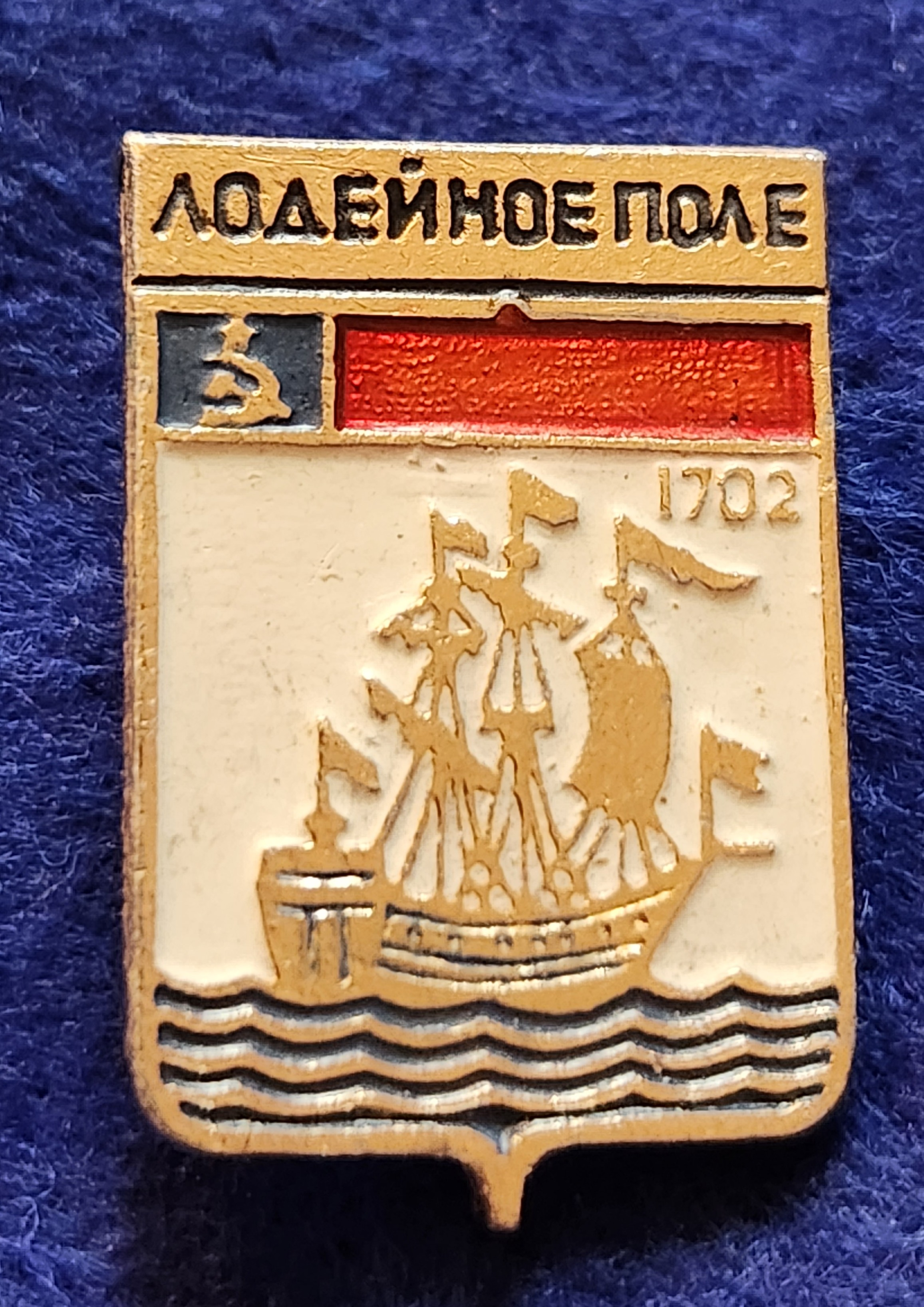
Герб значок
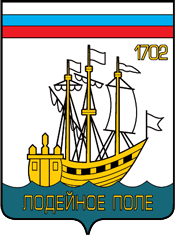
Герб (1991)

## География
Город расположен в северо-восточной части Ленинградской области на автодороге Р21 E 105 «Кола» (Санкт-Петербург — Петрозаводск — Мурманск).
Расстояние между городами Санкт-Петербург и Лодейное Поле по автомобильной дороге — 246 км.
Город находится на левом берегу реки Свирь. В черте города протекают два небольших притока Свири: река Каномка (в западной части города) и река Луданка (в восточной части).

### Климат
| Показатель                    | Янв.  | Фев.  | Март | Апр.  | Май   | Июнь | Июль | Авг. | Сен. | Окт.  | Нояб. | Дек.  | Год   |
| ----------------------------- | ----- | ----- | ---- | ----- | ----- | ---- | ---- | ---- | ---- | ----- | ----- | ----- | ----- |
| Абсолютный максимум, °C       | 6     | 6,7   | 15,5 | 22,5  | 34,1  | 35,7 | 38,6 | 34,5 | 26,6 | 21,3  | 11,6  | 9,5   | 38,6  |
| Средний суточный максимум, °C | −6    | −4,4  | 1,5  | 9     | 17,1  | 21,4 | 23,8 | 21,9 | 15,6 | 7,5   | 1,1   | −3    | 8,8   |
| Средняя температура, °C       | −8,2  | −8    | −3,4 | 3,5   | 10,3  | 15,4 | 18,1 | 15,7 | 10,4 | 4,2   | −1,7  | −5,6  | 4,3   |
| Средний суточный минимум, °C  | −10,6 | −10,9 | −7,8 | −1,9  | 3,7   | 9,1  | 12,4 | 11,3 | 6,9  | 2     | −2    | −6,6  | 0,5   |
| Абсолютный минимум, °C        | −35,7 | −39,4 | −36  | −19,1 | −10,4 | −3,3 | −0,5 | 0    | −6,4 | −18,2 | −30,7 | −31,3 | −39,4 |
| Норма осадков, мм             | 50    | 40    | 42   | 36    | 43    | 49   | 71   | 84   | 60   | 70    | 64    | 61    | 796   |
| Источник:                     |       |       |      |       |       |      |      |      |      |       |       |       |       |

## Демография
| 1825    | 1833    | 1840    | 1847    | 1856    | 1863    | 1867    | 1870    | 1885    | 1897    | 1910    | 1913    |
| ------- | ------- | ------- | ------- | ------- | ------- | ------- | ------- | ------- | ------- | ------- | ------- |
| 1306    | ↘580    | ↗581    | ↗952    | ↗1127   | ↘1124   | ↗1237   | ↘1133   | ↗1202   | ↗1432   | ↗1546   | ↗2000   |
| 1917    | 1920    | 1923    | 1926    | 1932    | 1933    | 1935    | 1937    | 1939    | 1945    | 1949    | 1959    |
| ↘1988   | ↗4626   | ↗5241   | ↗7274   | ↗15 000 | ↗16 400 | ↘16 000 | ↘14 810 | ↗16 715 | ↘4734   | ↗10 461 | ↗17 485 |
| 1967    | 1970    | 1979    | 1989    | 1992    | 1997    | 2000    | 2001    | 2002    | 2003    | 2005    | 2006    |
| ↗19 000 | ↗19 632 | ↗23 214 | ↗26 718 | ↗27 300 | ↘26 700 | ↘26 400 | ↘26 100 | ↘22 830 | ↘22 800 | ↘22 500 | ↘22 200 |
| 2009    | 2010    | 2011    | 2012    | 2013    | 2014    | 2015    | 2016    | 2017    | 2018    | 2019    | 2020    |
| ↘21 962 | ↘20 674 | ↗20 700 | ↘20 688 | ↘20 464 | ↘20 283 | ↘20 135 | ↘19 976 | ↘19 671 | ↘19 458 | ↘19 270 | ↘18 989 |
| 2021    | 2023    | 2024    | 2025    |         |         |         |         |         |         |         |         |
| ↘18 905 | ↘18 677 | ↘18 444 | ↘18 394 |         |         |         |         |         |         |         |         |

На 1 января 2025 года по численности населения город находился на 692-м месте из 1124 городов Российской Федерации.
Изменения за период с 1825 по 2018 год (тыс. чел.).

### Национальный состав
| Национальности | 1897  | 1897 | 1926  | 1926 | 1939   | 1939 | 1989   | 1989 | 2002   | 2002 | 2020   | 2020 |
| Национальности | число | %    | число | %    | число  | %    | число  | %    | число  | %    | число  | %    |
| -------------- | ----- | ---- | ----- | ---- | ------ | ---- | ------ | ---- | ------ | ---- | ------ | ---- |
| Всего          | 1432  | 100  | 7274  | 100  | 16 715 | 100  | 24 996 | 100  | 22 830 | 100  | 18 905 | 100  |
| русские        | 1359  | 94,9 | 6793  | 93,4 | 15 544 | 93,0 | 23 125 | 92,5 | 21 283 | 93,2 | 13 429 | 71.0 |
| украинцы       | 1     | 0,1  | 26    | 0,4  | 264    | 1,6  | 691    | 2,8  | 448    | 2,0  | 111    | 0,6  |
| белорусы       | -     | -    | 21    | 0,3  | 41     | 0,2  | 413    | 1,7  | 321    | 1,4  | 78     | 0,4  |
| карелы         | 5     | 0,3  | 35    | 0,5  | 866    | 5,2  | 184    | 0,7  | 128    | 0,6  | 41     | 0,2  |
| другие         | 67    | 4,7  | 399   | 5,5  | 866    | 5,2  | 583    | 2,3  | 650    | 2,8  | 5246   | 27,7 |

## Экономика

### Промышленность
- Леспромхоз
- ОАО «ЦСП-Свирь»
- ОАО «Петрохлеб»
- ООО «Лес»
- ОАО «СвирьХлеб»
- ООО «Кварта»

### Транспорт и связь

#### Железнодорожный транспорт

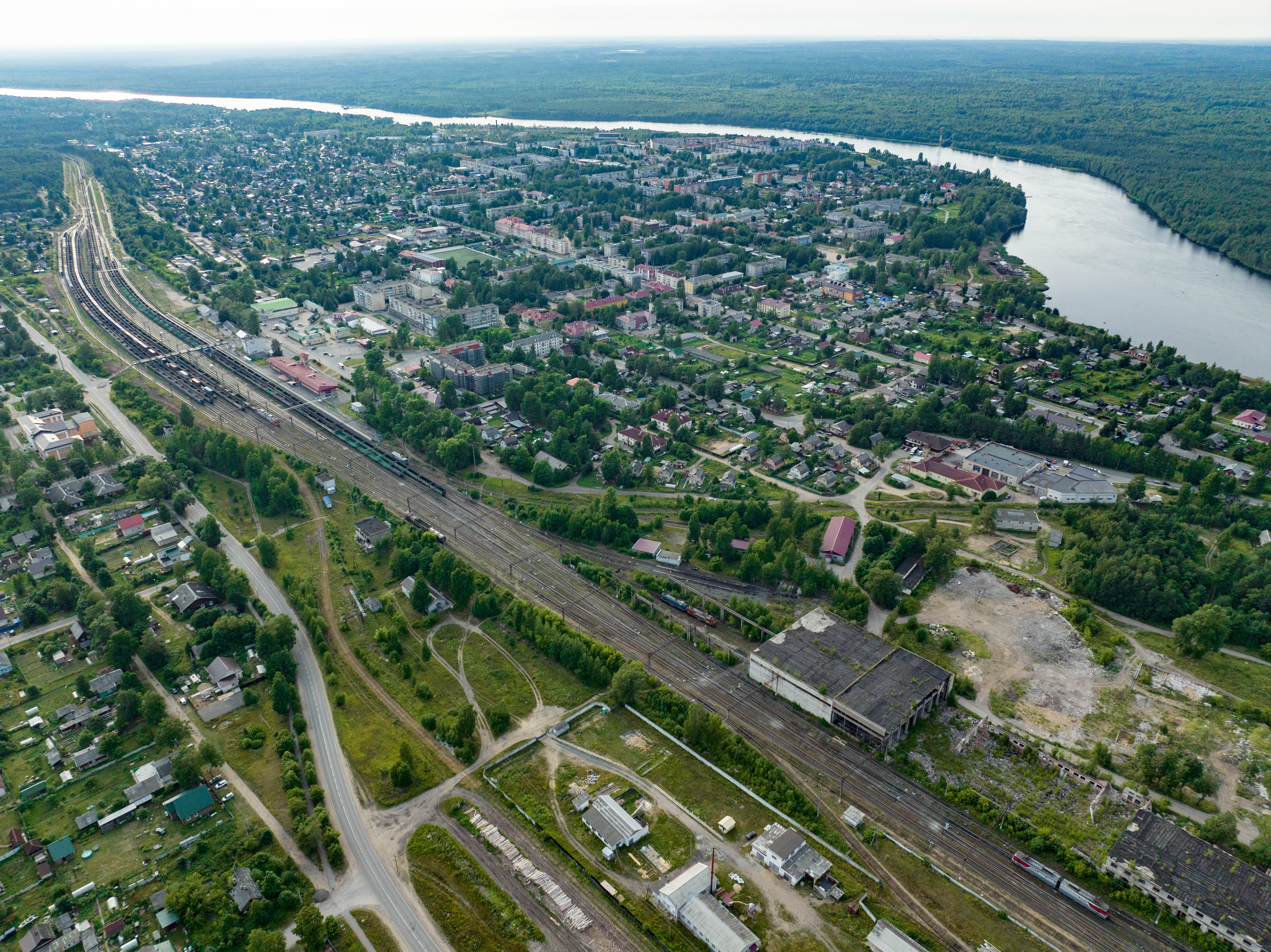
Вид с воздуха на железнодорожную станцию и центр города

Железнодорожная станция Лодейное Поле является узлом трёх направлений: на Санкт-Петербург, на Мурманск и на Янисъярви. Станция относится к Волховстроевскому региону Октябрьской железной дороги. Через станцию ежедневно следует от 4 до 10 пар пассажирских поездов дальнего следования (интенсивность меняется в зависимости от сезона).
По линии Лодейное Поле — Янисъярви до февраля 2011 года ежедневно курсировала одна пара грузо-пассажирских поездов, по август 2011 года они курсировали в категории местных поездов, с сентября 2011 года они упразднены, в 2012 году восстановлены с сообщением до Питкяранты, но с августа 2014 года окончательно отменены.
Пригородное сообщение через станцию малоинтенсивное: в сутки проходит три пары пригородных электропоездов (одна пара по маршруту Санкт-Петербург-Ладожский — Свирь, одна — по маршруту Волховстрой I — Свирь и одна — по маршруту Волховстрой I — Лодейное Поле).

#### Автомобильный транспорт
Лодейное Поле является значительным узлом автомобильных дорог. Через город проходят следующие дороги федерального и регионального значения:
- Р21 E 105 «Кола» (Санкт-Петербург — Петрозаводск — Мурманск) (следует в объезд города с юга и востока, Лодейнопольской развязки и затем на совмещённый автомобильно-железнодорожный Лодейнопольский мост);
- А215 (Лодейное Поле — Вытегра) «Архангельский тракт»
- 41А-009 (Лодейное Поле — Тихвин — Будогощь — Чудово)

В городе имеется автобусная станция. Междугородное сообщение по автостанции в основном транзитное, через город проходят маршруты из Петербурга в Винницы, Вознесенье, Вытегру, Петрозаводск, Питкяранту, Подпорожье, Пудож, а также маршрут Петрозаводск — Череповец. За сутки от автостанции отправляется 24—28 междугородных рейса (в летнее время). Сеть пригородных маршрутов связывает город с населёнными пунктами Лодейнопольского района. За сутки отправляется 19—24 рейсов (за неделю — около 160) по 14 маршрутам.
В 2001 году была открыта дорога в обход Лодейного поля, позволившая избавить город от транзитного транспорта.

#### Водный транспорт
Город расположен на берегу реки Свирь, являющей составной частью Волго-Балтийского водного пути (ранее Мариинской водной системы). В городе имеется пристань.

#### Связь
В Лодейном Поле работают почтамт (индекс 187739) и городское отделение почтовой связи (индекс 187700).
Свои коммуникационные услуги для населения предоставляют операторы мобильной связи: «МегаФон», Билайн, МТС, Tele2, Ростелеком.
Интернет-провайдер: «МегаФон», Икстрим, Ростелеком, Свирьтелеком.

### Банковский сектор
В городе работают отделения следующих банков:
- Сбербанк России (доп. офисы № 1902/0944, 1902/0948, 1902/0949)
- Россельхозбанк
- банк «Александровский».

## Социальная сфера

### Образование
В Лодейном Поле функционируют 4 средние общеобразовательные школы: № 1, 2, 3 и 68. Филиалом СОШ № 3 является вечерняя (сменная) школа. Также имеются 1 основная и 1 начальная школа. Система дошкольного образования представлена 5 детскими садами. Кроме того, работают «Лодейнопольский Центр диагностики и консультирования» (учреждение для детей, нуждающихся в психолого-педагогической и медико-социальной помощи) и «Центр информационных технологий» (МОУ дополнительного образования детей). ГБОУ СПО ЛО «Лодейнопольский техникум промышленных технологий».

### Телевидение
6 декабря 2011 года одновременно в Подпорожье и Лодейном Поле открылся свой телеканал «СвирьИнфо». Он имеет информационно-развлекательную направленность и транслируется по кабельным сетям «Свирь-Телекома» не только в городах, но и населенных пунктах районов — в Подпорожье трансляция проходит в поселках Важины и Никольский.

### Здравоохранение
В городе работает Лодейнопольская центральная районная больница с 12 отделениями на 138 коек. В состав ЦРБ входит районная поликлиника. Также в городе действует ведомственная линейная поликлиника Волховстроевского отделения Октябрьской железной дороги.

### Культура
Работают следующие культурные учреждения:
- Драматический театр «Апрель»
- Передвижной центр культуры
- Мемориальный парк «Свирская победа»
- Камерный ансамбль «Классика»
- Лодейнопольский дом народного творчества
- Лодейнопольский детский центр эстетического развития
- Лодейнопольская детская художественная школа
- Историко-краеведческий музей (Лодейнопольский филиал ЛОГУК «Музейное агентство»)
- Народный Театр Комедии.
- Клуб «Все Дороги»

В городе работают 5 библиотек:
- Городская № 1
- Городская № 2
- Техническая библиотека станции Лодейное Поле
- Лодейнопольская межпоселенческая библиотека (основана в 1905 году)
- Центральная детская библиотека

## Достопримечательности
- Памятник Петру I
- Парк-мемориал «Свирская победа»
- Историко-краеведческий музей
- Свято-Троицкий Александро-Свирский монастырь в 21 км от города
- Памятник в честь 300-летия города, на берегу реки Свирь, по улице Гагарина

- Сквер Корабелов
- Аллея Героев
- Памятник в честь 200-летия открытия Антарктиды
- Старое кладбище Олонецкой верфи
- Храм в виде ладьи[74]

## Религиозные здания
Действующие
- Церковь Варвары великомученицы, деревянная (1989)
- Церковь Петра и Павла, каменная. Архитектор А. А. Родькин (1998)
- Часовня иконы Божией Матери «Живоносный источник», деревянная (2001)
- Церковь Всех Святых, деревянная (2005)
- Церковь Николая Чудотворца, каменная (2013)

Утраченные
- Собор Петра и Павла, каменный (1843)
- Церковь Введения во храм Пресвятой Богородицы, деревянная (1908)
- Часовня Николая Чудотворца, деревянная (2006)[75].

## Фото

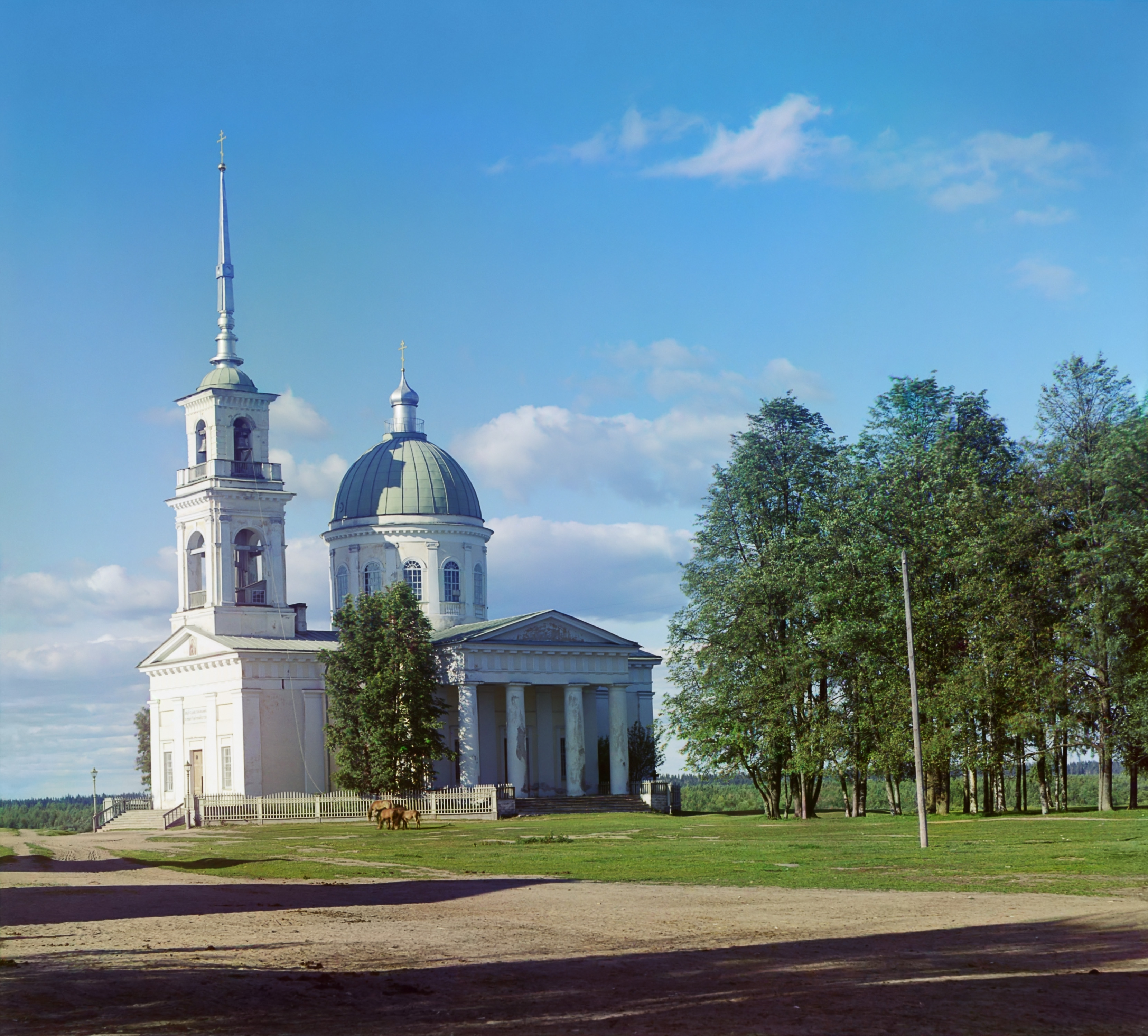
Лодейное Поле, несохранившаяся церковь Петра и Павла, фотография С. М. Прокудина-Горского, 1915 год
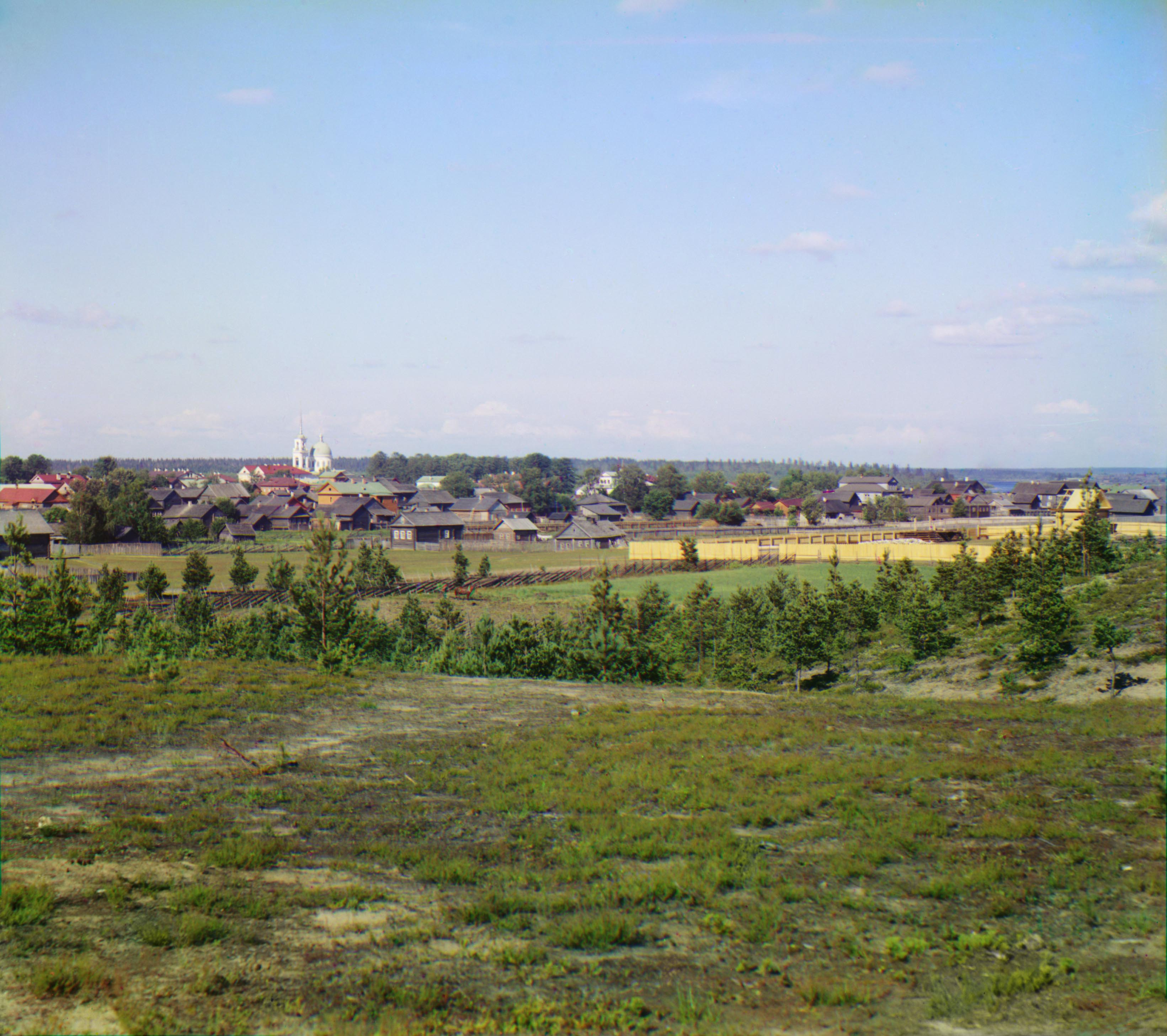
Общий вид города Лодейное Поле, фотография С. М. Прокудина-Горского, 1916 год
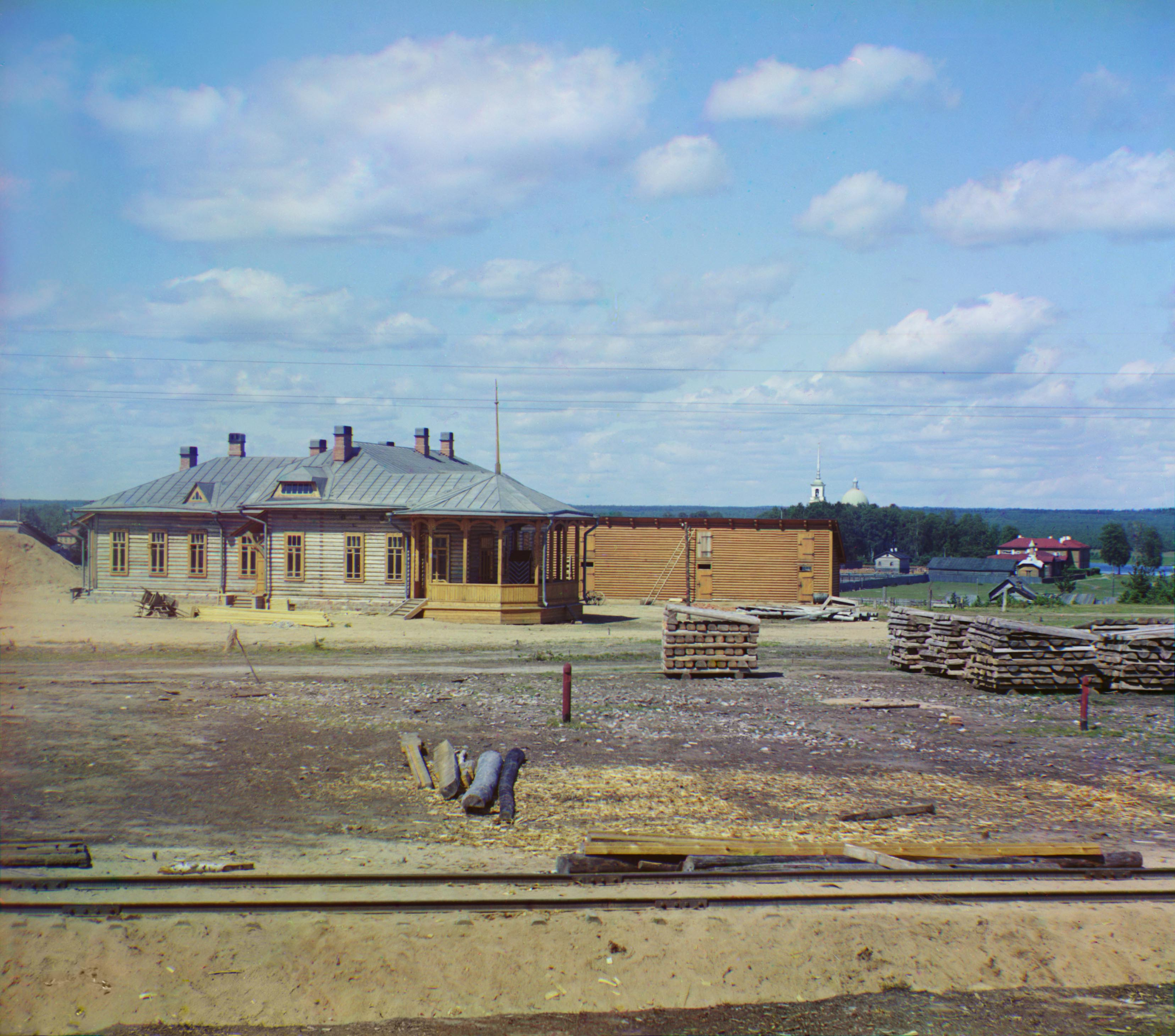
Железнодорожная станция Лодейное Поле, фотография С. М. Прокудина-Горского, 1916 год
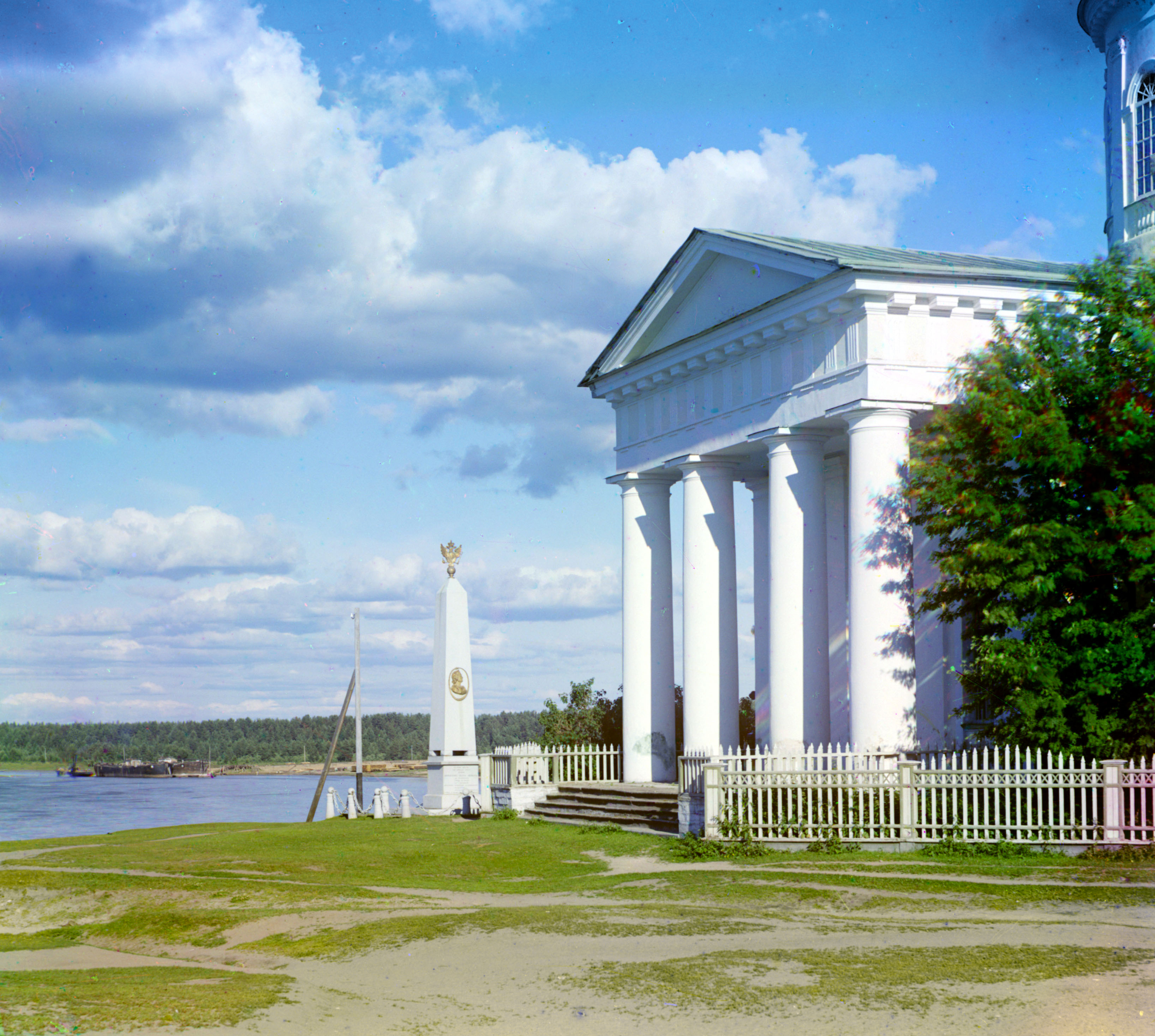
Памятник Петру I, справа — фрагмент церкви Петра и Павла, 1916 год
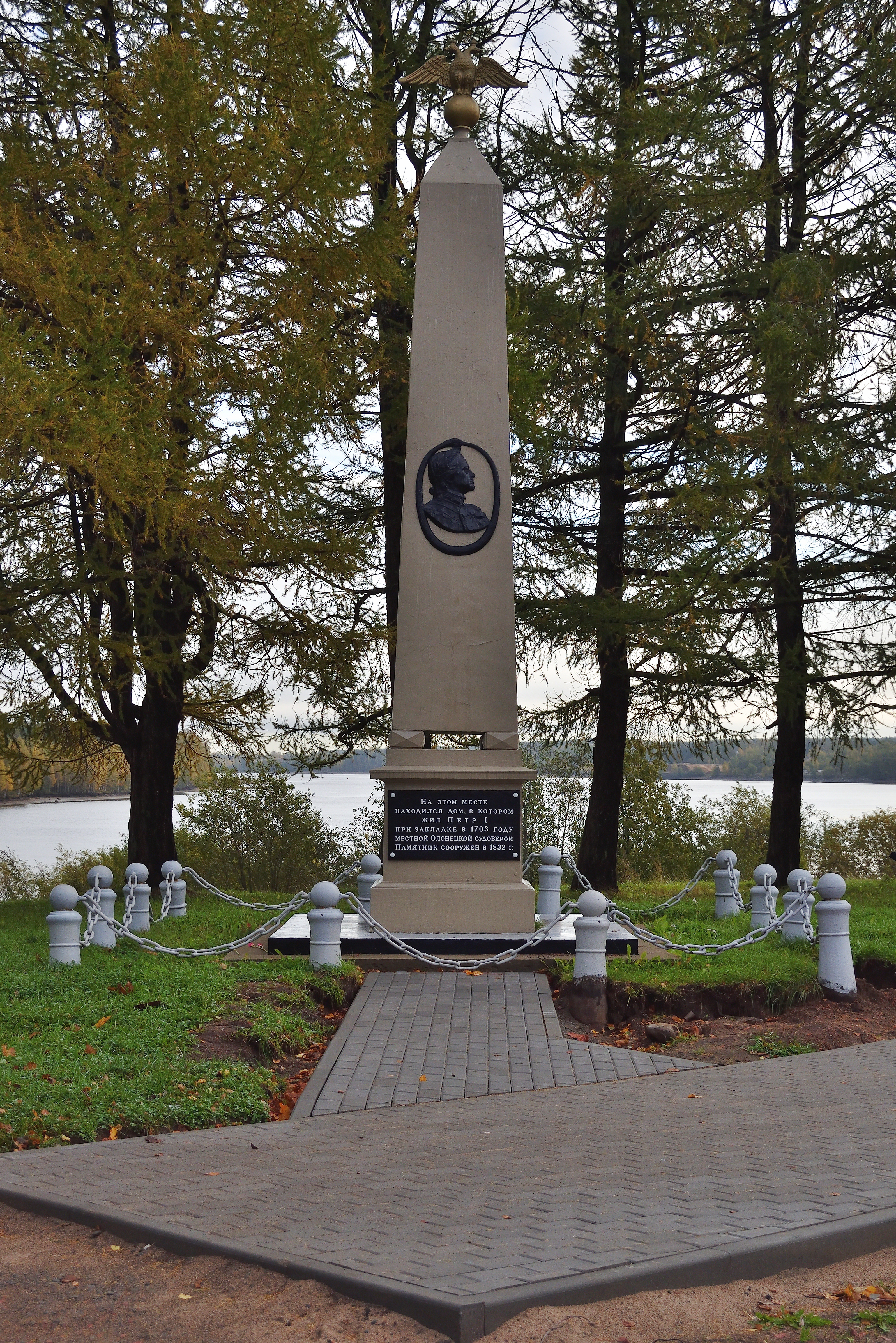
Памятник на месте, где стоял дом Петра I, 2018 год